# Bailian, Fujian
Bailian (kinesiska: 白莲) är en köping i sydöstra Kina. Den ligger i Jiangle härad i staden Sanming i provinsen Fujian, omkring 200 kilometer väster om provinshuvudstaden Fuzhou. Antalet invånare är 9 247. Befolkningen består av 4 555 kvinnor och 4 692 män. Barn under 15 år utgör 18,0 %, vuxna 15-64 år 66 %, och äldre över 65 år 14,0 %.